# オンリー・ア・ノーザン・ソング
「オンリー・ア・ノーザン・ソング」（Only a Northern Song）は、ビートルズの楽曲である。1969年に発売された10作目のイギリス盤公式オリジナル・アルバム『イエロー・サブマリン』に収録された。作詞作曲はジョージ・ハリスンで、ユナイテッド・アーティスツとの契約上の義務を果たすために、1968年に公開されたアニメーション映画『イエロー・サブマリン』のためにビートルズが提供した楽曲の1つである。本作の主なレコーディングは、1967年2月の『サージェント・ペパーズ・ロンリー・ハーツ・クラブ・バンド』のセッション中に行なわれ、同作のためのセッションが終了した2か月後に完成した。
本作は、ハリスンがビートルズの音楽出版社であるノーザン・ソングスの契約ソングライターとしての地位に不満を持って書いた楽曲となっている。不協和音のようなトランペットやテープループなどが使用され、2本のテープをシンクロさせて完成させているが、ステレオ・ミックスではこれを再現することが困難であったため、長らくステレオ盤には疑似ステレオ・ミックスが収録されていた。
音楽評論家のイアン・マクドナルドは、本作について「独りよがりの悲歌」と評しているが、Ultimate Classic Rockは本作を「ビートルズのサイケデリック・ナンバーにおける最高傑作の1つ」としている。1996年に発売された『ザ・ビートルズ・アンソロジー2』には、ボーカルを別テイクのものに変更し、サウンド・コラージュのオーバー・ダビングをカットした別アレンジの音源が収録されている。発売後にグレイブンハースト、ヤンダー・マウンテン・ストリング・バンドらによってカバーされた。

## 背景
ハリスンは、本作について「イングランド北部の聖地、リヴァプールに関するジョークだった。この曲の版権はノーザン・ソングスが持っていて、僕は持っていなかった。だからどんなコードを弾いてもいいんだ…だって、ただのノーザン・ソングなんだからね」と語っている。作家のブライアン・サウザールは、「ノーザン・ソングスにおける不利な立場を考慮して、ハリスンがビートルズの音楽出版事業を個人的に非難した楽曲」としている。同社は、ビートルズの主要なソングライターであるジョン・レノンとポール・マッカートニーが、それぞれの作品の国際的な成功によって生じる税負担を軽減するための手段として設立され、1965年2月にロンドン証券取引所に上場した。ハリスンは1964年末に自身の音楽出版社ハリソングスを設立し、同社の80%の株式を所有していたが、支援のためにノーザン・ソングスに残ることに同意した。1965年に株式が公開され、レノンとマッカートニーがそれぞれ15%ずつ株を所有し、ハリスンとリンゴ・スターは契約ソングライターとしてそれぞれ0.8%ずつ株を所有していた。この取り決めにより、ノーザン・ソングスが出版した全楽曲の著作権を保持することに加えて、レノンとマッカートニーの両名はハリスンの作品からハリスンよりも多くの利益を得ることができた。
1990年代後半、ハリスンは『ビルボード』誌の編集長であるティモシー・ホワイトとのインタビューで、自身が抱いていた不満の主な対象がノーザン・ソングスの筆頭株主であるディック・ジェームズであったことを明かし、1963年にジェームズと契約した際に会社側が契約に署名することで、作曲した楽曲の所有権を放棄することになるという説明がなかったと語っている。ハリスンはこの仕組みを1965年の株式公開後に知ったと語っている。
音楽評論家のイアン・マクドナルドは、本作について「1966年8月の最後のコンサート・ツアー後にグループの脱退を申し入れた後、ビートルズの一員としての熱意をまだ取り戻していなかったことを示唆している」と述べている。同年11月にバンドが再結集し、アルバム『サージェント・ペパーズ・ロンリー・ハーツ・クラブ・バンド』のレコーディング・セッションを開始する前、ハリスンはシタールの師であるラヴィ・シャンカルと共にインドで6週間過ごしていた。マクドナルドは、ハリスンが本作でイングランド北部と関連づけているのは、ビートルズがリヴァプールで育ったことについての楽曲を書いていたことが影響していると推測している。

## 作曲と曲の構成
ハリスンは、1967年にギターの代わりにハモンドオルガンを使って作曲を行なっており、「オンリー・ア・ノーザン・ソング」もその1つとなっている。本作のキーはAメジャーだが、マクドナルドはセカンダリー・ドミナント・コードとしてBマイナーを挙げている。オルガンによる短いイントロの後、2つのパートに分かれて、それぞれ2つのヴァースとコーラスで構成され、その後ヴァース、最後のコーラス、アウトロと続き、一部は楽器のみのパッセージとなっている。
本作は、ハリスンがノーザン・ソングスのために作曲することの無意味さについて語りつつ、皮肉と不協和音を駆使して会社への不満を表現した楽曲となっている。音楽学者のウォルター・エヴェレットは、「音楽的に『行儀の悪い音』と「間違った」コードを使用することで成り立っている」と評している。
ヴァースにおけるコードチェンジが少ないこととは対照的に、コーラスではEメジャー、Bマイナー7、Gメジャー、C♯7、F♯7とコードが変化する。ハリスンは、曲のアレンジの不備を考慮し、「僕がどんなコードを弾くかは本当に重要ではない」と語っている。
映画『イエロー・サブマリン』では、潜水艦が「Sea of Science（科学の海）」を通過するシーンで使用された。なお、この映画で使用されたアレンジは回転数が落ちて、半音キーが下がっている。作家のイアン・イングリスは、叫んでいるファンがビートルズの演奏に聴いていないことによるライブ・パフォーマンスの無意味さについての不満を反映したものと解釈している。

## 制作

### レコーディング
ビートルズは、アルバム『サージェント・ペパーズ・ロンリー・ハーツ・クラブ・バンド』のセッション中である1967年2月13日にEMIレコーディング・スタジオで、「オンリー・ア・ノーザン・ソング」のベーシック・トラックを録音した。当時ハリスンは本作にタイトルを付けていなかったため、「Not Known」と称されていた。ハリスンがオルガン、レノンがタンバリン、マッカートニーがベース、スターがドラムという編成でレコーディングが行われ、9テイク録音したうちテイク3が採用された。翌日、スタジオのエンジニアは別の4トラック・テープに3度リダクション・ミックスを行なった。テイク12と称されるテイク（3回目のリダクション・ミックス）では、ハリスンが空いた2つのトラックにリード・ボーカルを録音している。
ビートルズのプロデューサーであるジョージ・マーティンは本作を嫌っており、後にハリスンの作品の中で最も嫌いな曲であることを明かしている。他のメンバーも本作には気乗りせず、アルバムの収録曲から本作を省くことが決まった。この代替として、ハリスンはインドを思わせる楽曲「ウィズイン・ユー・ウィズアウト・ユー」を提供しており、これについてマーティンは「ちょっとした安堵感があった」と歓迎している。「オンリー・ア・ノーザン・ソング」は、ユナイテッド・アーティスツとの契約にある「4曲の新曲を提供する」という義務により、アニメーション映画『イエロー・サブマリン』のサウンドトラック用に提供した最初の楽曲となっている。ビートルズの歴史家であるマーク・ルイソンは「作り話」としていて、後に映画のプロデューサーであるアル・ブロダックスがビートルズにもう1曲提供するように要求してきたため、ハリスンが1968年初頭に急遽作曲した楽曲とする説が広まった。

### オーバー・ダビング
『イエロー・サブマリン』の制作チームがスタジオを訪問した4月20日、バンドはテイク3を取り出し、『サージェント・ペパーズ・ロンリー・ハーツ・クラブ・バンド』の最終ミキシングを終えてから45分も経たないうちに本作に取りかかった。
オルガンとドラムズのトラックはそのままに、新しいベースのパートがオーバー・ダビングされ、別のトラックにはトランペットやグロッケンシュピール、ボーカルが録音された。2台目の4トラック・テープ・レコーダーは、複数の楽器のパートとスタジオ・エフェクトを8つのチャンネルに分散させるために使用された。2台目のレコーダーで、バンドは2月14日に録音したテイク11と称されるテイク（2つ目のリダクション・ミックス・テープ）に手を加え、そこからハモンドオルガン以外のすべての楽器のパートをカットした。その後、ハリスンは2つのトラックにボーカルを録音し、片方のトラックにはマッカートニーのトランペットと追加のボーカルが含まれ、最後のトラックにはティンパニ、メロトロン、ピアノ、追加のオルガンが録音された。
ビートルズは、オーバー・ダビングのほとんどをでたらめに行なった。オールミュージックのトム・マギニスは、完成したトラックを「当時のサイケデリック・サウンドが色濃く反映されていて、自由な楽器編成を使用している」と評している。後にマッカートニーは「ばかげたトランペットを吹いていたのを覚えてるよ。僕の父がトランペットを演奏をしていたんだ。僕はできないけど、いろいろといじることはできる。あの曲は僕に完璧な枠組みを与えてくれた。とてもふざけた曲だったよ」と振り返っている。楽曲中においてランダムなサウンド・エフェクトや話し声が含まれていることから、イングリスはこのサウンド・コラージュの効果を、1968年に発表されたレノン作の前衛的なトラック「レボリューション9」の先例、およびエレクトロニック・ミュージックの初期の例の1つとして挙げている。

### ミキシング
4月21日、ビートルズは『イエロー・サブマリン』に収録するために、本作のモノラル・ミックスを完成させた。一方、ステレオ・ミックスは2台の4トラック・テープ・レコーダーを正確かつ同時に再生させることが困難であったため、制作されなかった。
1968年10月に『イエロー・サブマリン』のサウンドトラック・アルバムの発売に向けて、EMIのエンジニアはモノラル・ミックスから疑似ステレオ・ミックスを作成した。しかし、イギリスでしか入手できなかったアルバムのモノラル盤には、ユナイテッド・アーティスツに提出した他の3曲の新曲と同様に、エンジニアは1967年4月に作成したリアル・モノラル・ミックスではなく、疑似ステレオ・ミックスの2つのチャンネルを組み合わせて作成したモノラル・ミックスを使用した。

## 映画『イエロー・サブマリン』での使用
ビートルズは、『イエロー・サブマリン』の制作にはほとんど関与せず、プロダックスの会社であるキング・フィーチャーズ・シンジケートに制作を任せていた。制作チームは、サージェント・ペパーのコンセプトや、ビートルズとリヴァプールとの繋がりなど、バンドのパブリックイメージの一部を作品に取り入れた。プロジェクトのアート・デザインはハインツ・エデルマンが率いるチームが手がけたが、「エリナー・リグビー」や「オンリー・ア・ノーザン・ソング」の場面は外部のアニメーターによって制作された。
「オンリー・ア・ノーザン・ソング」は、音楽を嫌うブルー・ミーニーズからペパーランドと囚われたサージェント・ペパーズ・ロンリー・ハーツ・クラブ・バンドを救出しようとするビートルズが、イエロー・サブマリンに乗って科学の海を旅するシーンで使用された。映画には、テープの回転速度を遅くして収録された。映像内におけるサイケデリックなイメージについて、作家のステファン・グリンは「幻覚作用の視聴覚的な再現を試みたものと読み取って、はじめて『意味を成す』場面」と評している。
本作の場面は、テレビ番組で『How It Is』のアニメーション映画『イエロー・サブマリン』に関する特集で紹介されたクリップの1つである。トニー・パーマーがプロデュースを手がけ、レノンの著書『In His Own Write』を原作とした舞台劇の一部を含んだ同番組は、ロンドンでの映画のワールド・プレミアの2日後にあたる1968年7月19日にBBC1で放送された。

## リリース・評価
映画のサウンドトラック・アルバムは、アルバム『ザ・ビートルズ』の発売を優先したビートルズにより二次的な作品と見なされていたため、発売が遅れていた。1969年1月13日にアルバム『イエロー・サブマリン』が発売され、「オンリー・ア・ノーザン・ソング」はA面2曲目に収録された。1968年3月にハリスンのジェームズとの契約が終了していたが、本作および同じく映画のために提供された「イッツ・オール・トゥ・マッチ」の著作権は、『ザ・ビートルズ』に収録の4曲のようにハリソングスに移管されず、ノーザン・ソングスに残された。本作の発売は、ノーザン・ソングスの売却後の楽曲の権利をめぐって、ディック・ジェームズとビートルズ（特にレノンやマッカートニー）との間に不和が生じていた時期と重なっていた。1969年3月、バンド内の不調和とアップル・コアのビジネスに影響を及ぼす問題を警戒したジェームズは、ノーザン・ソングスの過半数の株式をATVミュージックに売却。これによりビートルズの作品の所有権も移管することとなった。
『ビート・インストゥルメンタル』誌は、アルバム『イエロー・サブマリン』のレビューで、ビートルズの新曲がほとんどないことを嘆く一方で、本作と「イッツ・オール・トゥ・マッチ」について、「アルバムのA面を救済する素晴らしい作品」と評している。『レコード・ミラー』誌は、アルバムに収録された楽曲の大半を「シンプルなビートルズの曲」とする一方で、本作について「堅実なバックグラウンド・チューンに、どれだけ多くの調子外れな変動を取り入れることができるかという技術的な実験をしながら、それなりの技巧を維持している」と評している。一方でニコラス・シャフナーは、1977年に出版した著書『The Beatles Forever』で、「ビートルズが映画のために提供した『些細なつまらない楽曲』の1つ」と否定している。『NME』誌のボブ・ウォフィンデンは、本作に「かなりのメリットを見出した」とし、ハリスンがいつものような整然とした曲作りのアプローチから脱却したことは、今後も追求すべきことと述べている。
1996年1月、キャピトル・レコードのCEMAスペシャル・マーケッツ部門による企画の一環として発売されたジュークボックス用のシングル盤『イッツ・オール・トゥ・マッチ』のB面に収録された。1999年まで、本作は1963年以降に発表された楽曲の中で、リアル・ステレオ・ミックスが未発表となっていた楽曲の1つとなっていたが、同年にアニメーション映画の再発売に合わせて発売されたアルバム『イエロー・サブマリン 〜ソングトラック〜』用にリミックスされたことにより、リアル・ステレオ・ミックスが初めて発売された。

## 文化的影響など
2001年に『ビルボード』誌に寄稿したビル・ホーランドは、本作をバーズの「ソー・ユー・ウォント・トゥ・ビー・ア・ロックンロール・スター」や、1970年代初期に発売されたキンクスやジョニ・ミッチェルの作品と共に、「アーティストが『自分たちの業界のビジネス・ポリシー』を非難・告発する音楽的声明の第一波を構成する曲」としている。イアン・イングリスは、本作を「ビートルズ初の『ポストモダン』な楽曲」とし、理由として「主題やテープ・エフェクト、散りばめられた会話に見られる『意図的な皮肉の意図』」を挙げている。
1967年の『サージェント・ペパーズ・ロンリー・ハーツ・クラブ・バンド』以降にレコーディングされた一部のビートルズの楽曲と同様に、『イエロー・サブマリン』へのバンドの貢献は、伝記作家たちによって低く評価されてきた。マーク・ルイソンは、4月20日に行なわれた本作のオーバー・ダビングを「奇妙なセッション」と表現し、当時のビートルズの作品について「驚くほどのまとまりと熱意の欠如を示している」と述べている。マーク・ハーツガードは、本作について「当然のことながら…『サージェント・ペパー』には相応しくないと却下された」とし、イアン・マクドナルドは「悲惨で独りよがりの悲歌」「ビートルズ初の意図的にだらしないレコーディング」と評している。
音楽ジャーナリストのロブ・チャップマンは、著書『Psychedelia and Other Colours』で、本作を「最も誤解され、悪者にされたビートルズの楽曲の1つ」とし、マクドナルドの分析について「重要なニュアンスを見逃している」と反論した上で、「ハリスンが出版上の懸念を皮肉った以上の超越した品質を含み、歌詞はレノンの『トゥモロー・ネバー・ノウズ』と同じく『存在の幻想的な性質』を表している」「『ウィズイン・ユー・ウィズアウト・ユー』との相性が良く、アルバムの他の収録曲が持つ『無理矢理な陽気さ』を相殺するものになっていただろう」と評している。
ピーター・ドゲットは、2003年に『モジョ』誌に寄稿したレビューで、ハリスンが作曲した2曲を「アルバムが忘れ去られることを阻止するために、大いに役立った」と評し、本作を「素晴らしい皮肉」としている。コンシークエンス・オブ・サウンドのアレックス・ヤングは「歌詞としては典型的なトラック」とし、その理由として「2つのヴァースだけで『イエロー・サブマリン』を完璧に定義し、音的にはピンク・フロイドの『雲の影』のB面のようになっている」という点を挙げている。一方で、『ペースト』誌のマーク・ケンプは「蛇行した退屈な曲」と評している。
2013年に『Ultimate Classic Rock』に寄稿したデイヴ・スワンソンは、「Top 10 Beatles Psychedelic Songs」で「トゥモロー・ネバー・ノウズ」、「アイ・アム・ザ・ウォルラス」に次ぐ第3位に本作を挙げている。2006年に『モジョ』誌が発表した「The 101 Greatest Beatles Songs」では第75位にランクインしている。

## その他のバージョン
本作の異なる編集が施された音源は、1996年に発売された『ザ・ビートルズ・アンソロジー2』に収録されている。同作に収録された音源は、わずかにテープの回転速度を上げたステレオ・ミックスで、1967年4月にオーバー・ダビングされた要素がほとんど除かれた基本的なトラックと、歌詞の一部が異なるボーカル・テイクで構成されている。音楽歴史家のリッチー・アンターバーガーは、このバージョンについて「トランペットやその他の張りつめた遠回しな表現の空想的なオーバー・ダビングが施される前は、はるかに標準的なロック・ソングに近かったことを示している」と評している。
1990年代初頭にアシッド・ロック・バンドの間で「イッツ・オール・トゥ・マッチ」が人気を博したのと時を同じくして、サン・ダイアルは1991年に発売したシングル『Fireball』のB面に「オンリー・ア・ノーザン・ソング」のカバー・バージョンを収録した。
2012年7月に『モジョ』誌が発売したCD『Yellow Submarine Resurfaces』に、グレイブンハーストによるカバー・バージョンが収録された。ヤンダー・マウンテン・ストリング・バンドは、2013年から2015年にかけてライブで本作を演奏していた。

## クレジット
※出典
- ジョージ・ハリスン - ボーカル、ハモンドオルガン[18]、追加のオルガン[38]、おしゃべり、ノイズ
- ジョン・レノン - グロッケンシュピール[18]、ピアノ[34]、おしゃべり、ノイズ
- ポール・マッカートニー - ベース、トランペット[34]、ノイズ
- リンゴ・スター - ドラム、ノイズ
- クレジットなし - ティンパニ、メロトロン[38]、追加のパーカッション[34]